# 349 Dembowska
349 Dembowska је астероид главног астероидног појаса са пречником од приближно 139,77 km.
Афел астероида је на удаљености од 3,184 астрономских јединица (АЈ) од Сунца, а перихел на 2,664 АЈ.
Ексцентрицитет орбите износи 0,088, инклинација (нагиб) орбите у односу на раван еклиптике 8,257 степени, а орбитални период износи 1826,734 дана (5,001 година).
Апсолутна магнитуда астероида је 5,93 а геометријски албедо 0,384.
Астероид је откривен 9. децембра 1892. године.